# Ramón Tulio A. Méndez
 Ramón Tulio A. Méndez (Buenos Aires, 26 de febrero de 1898 - ídem, 7 de mayo de 1988 fue un abogado y secretario de la Corte Suprema de Justicia de Argentina. Su padre era Ramón Méndez, que fue ministro de la Corte Suprema de Justicia entre 1919 y 1927.

## Actividad profesional
Se recibió de abogado en la Facultad de Derecho de la Universidad de Buenos Aires en 1922 con un trabajo sobre La hipoteca naval y el préstamo a la gruesa. Ingresó a la administración de justicia y tuvo el cargo de secretario de un juzgado en lo comercial hasta pasar a la Corte Suprema de Justicia, en la cual fue nombrado Secretario el 11 de septiembre de 1931 en reemplazo de Carlos del Campillo que había cesado el día 4 de ese mes al ser designado juez de la Cámara Federal de la Capital Federal.
Los opositores al gobierno militar surgido del golpe de Estado del 4 de junio de 1943 organizaron una Junta de Coordinación Democrática y el 19 de septiembre de 1945 se realizó la Marcha de la Constitución y la Libertad, que reunió cerca de 200.000 personas en la cual por primera vez la oposición apareció unida. Entre los concurrentes estaban Ramón Tulio A. Méndez, así como jueces de distintos fueros. La presencia de un secretario, no comprometía a los integrantes de la Corte Suprema, pero sirvió para integrar las acusaciones del futuro juicio político. 
En 1947, durante la presidencia de Juan Domingo Perón, el Congreso Nacional inició un juicio político a cuatro miembros de la Corte imputándole diversos cargos, entre los cuales estaba el de haber consentido al no adoptar medida alguna, que el secretario del Tribunal, Ramón Tulio A. Méndez, participara de la Marcha de la Constitución y de la Libertad del 19 de septiembre de 1945. Este cargo fue rechazado por el Senado en su fallo, que hizo lugar a la destitución por otros de los cargos.
Méndez se mantuvo en el cargo hasta que por Acuerdo del 28 de agosto de 1950 se redistribuyeron las secretarías y Méndez, que era el Secretario más antiguo, quedó a cargo de la de superintendencia, lo que implicaba darle tareas consideradas menos técnicas. Renunció el 1° de septiembre de ese año.
Falleció en Buenos Aires el 7 de mayo de 1988.